# فولرن سی۷۰
فولرن سی۷۰  یا فولرن C70 (به انگلیسی: C70 fullerene) یک مولکول فولرن متشکل از ۷۰ اتم کربن است. این مولکول که از نظر ظاهری به‌صورت بلورهای سوزنی تیره رنگ است، دارای ساختاری قفس مانند است که موجب شباهت هرچه بیشتر این مولکول به یک توپ راگبی می‌شود. فولرن از ۲۵ بخش شش‌گوشه و ۱۲ بخش پنج‌گوشه تشکیل شده‌است به‌طوری که اتم کربن در راس هریک از پنج‌گوشه‌ها و یک پیوند کربن-کربن در لبه هر چند‌گوشه وجود دارد. ترکیب مولکول فولرن باکمینستر که دارای ۶۰ اتم کربن است، از ترکیبات مشابه با فولرن سی ۷۰ محسوب می‌شود.